# Leniwka (strumień)
Leniwka (niem. Fauler Brücken Bach, Der fauler Brückenbach) – niewielki strumień w północno-zachodniej Polsce, prawy dopływ Chojnówki. Płynie przez środkową część Puszczy Bukowej w województwie zachodniopomorskim. 
Obecnie bierze początek w gęsto zarośniętym obniżeniu, jednakże suche dziś, wyraźnie wcięte koryto ciągnie się jeszcze znacznie dalej od obecnego źródła na południowy wschód Długość nieco ponad 1 km. Przyjmuje z prawej krótki ciek ze źródła w dolinie Świdnik i płynie na północny zachód, a następnie na północ. Na południe od Grobli Zielawy tworzy zabagnione rozlewisko i uchodzi do Chojnówki z jej prawego brzegu powyżej dawnego stawu młyńskiego przy Szwedzkim Młynie.